# Campeonato Sergipano de Futebol de 2021 - Série A2
O Campeonato Sergipano da Série A2 de 2021 foi a 41ª edição do torneio e corresponde à segunda divisão do futebol do estado de Sergipe em 2021.

## Previsões do Campeonato
Depois de a competição tomar as maiores proporções da sua história desde 2014 e de ter mostrado uma grande competitividade de 2015 a 2019 a segunda divisão estadual de 2021 pretendia ser bem equilibrada. Isso porque houve vaga para dois clube ao acesso.
Com as novas medidas tomada pela Federação Sergipana de Futebol de profissionalizar cada vez mais o futebol de Sergipe, muitos clubes tradicionais do estado correm atrás a se adequar as exigências e participar do certame..

## Formato e Regulamento
O Campeonato será disputado em quatro fases: Primeira Fase, Quartas de Finais, Semifinais e Final.
Na Primeira Fase, os 21 clubes serão divididos em quatro grupos, o Grupo A, B e C com cinco equipes, e o Grupo D com seis equipes, definidos pelo critério geográfico. Os clubes jogarão entre si dentro do grupo, em partidas de ida e volta, totalizando nove partidas para cada clube respectivamente para os grupos com cinco e seis clubes, classificando-se os dois primeiros colocados de cada grupo para as quartas de finais. Em caso de empate em pontos ganhos entre dois ou mais clubes ao final da Primeira Fase, o desempate, para efeito de classificação, será efetuado observando-se os critérios abaixo:
1. Maior número de vitórias;
2. Maior saldo de gols;
3. Maior número de gols pró;
4. Confronto direto (entre dois clubes somente);
5. Menor número de cartões vermelhos recebidos;
6. Menor número de cartões amarelos recebidos;
7. Sorteio.

Nas Quartas de Finais, os oito clubes qualificados jogarão partidas de ida e volta, com mando de campo na partida de volta do clube com melhor colocação na Primeira Fase. Os Confrontos serão definidos através de sorteio, a ser realizado na sede da FSF.
Em caso de empate em pontos e saldo de gols ao final da partida, a equipe melhor classificada na primeira fase se classifica.
Nas Semifinais, os quatro clubes qualificados jogarão ida e volta, com mando de campo e confrontos definidos através de sorteio, a ser realizado na sede da FSF.
Em caso de empate em pontos e saldo de gols ao final da segunda partida, as equipes decidirão a classificação em disputa de pênaltis.
Na Final, os clubes vencedores do confronto semifinal jogarão em partida única na Arena Batistão. Em caso de empate, haverá disputa de pênaltis para decidir o campeão.
O campeão e o vice garantem vaga na Série A1 2022.

## Equipes Participantes

### Rebaixados
Não houve rebaixados na Série A1 de 2020.
Abaixo a lista dos clubes que vão participar do campeonato que acontecera no segundo semestre de 2021. As equipes teve sua participação confirmada pela Federação Sergipana de Futebol e poderá haver desistência de algum clube até o inicio da competição.

## Primeira Fase
|  |                                 |
|  | Classificados para a Fase Final |
|  | Eliminados                      |

### Grupo A
| Pos | Times              | Pts | J | V | E | D | GP | GC | SG  | %  |
| --- | ------------------ | --- | - | - | - | - | -- | -- | --- | -- |
| 1   | América de Propriá | 15A | 8 | 6 | 1 | 1 | 17 | 6  | +11 | 79 |
| 2   | Guarany-SE         | 14  | 8 | 4 | 2 | 2 | 11 | 7  | +4  | 58 |
| 3   | Propriá            | 8   | 8 | 2 | 2 | 4 | 7  | 10 | –3  | 33 |
| 4   | Canindé            | 8   | 8 | 2 | 2 | 4 | 7  | 13 | –6  | 33 |
| 5   | Força Jovem        | 7   | 8 | 2 | 1 | 5 | 7  | 13 | –6  | 29 |

|                      | AME | CAN        | FJV | GUA        | PRO |
| -------------------- | --- | ---------- | --- | ---------- | --- |
| América de Propriá   | —   | 3–0 (W.O.) | 1–0 | 1–0        | 4–0 |
| Canindé              | 1–1 | —          | 1–2 | 1–1        | 1–0 |
| Força Jovem Aquidabã | 1–4 | 3–0        | —   | 0–3        | 1–1 |
| Guarany-SE           | 3–1 | 2–1        | 2–0 | —          | 0–0 |
| Propriá              | 1–2 | 1–2        | 1–0 | 3–0 (W.O.) | —   |

|  |                     |  |        |  |                      |
|  | Vitória do Mandante |  | Empate |  | Vitória do Visitante |

AO América de Propriá foi punido pelo TJD-SE com a perda de 3 pontos mais 1 obtido, por exceder o número de atletas amadores permitido por regulamento, no jogo contra o Canindé, em 2 de outubro.
Rodadas na liderança e Lanterna
Em negrito, os clubes que mais permaneceram na liderança.
| Rodadas | Rodadas | Rodadas | Rodadas | Rodadas | Rodadas | Rodadas | Rodadas | Rodadas | Rodadas |
| ------- | ------- | ------- | ------- | ------- | ------- | ------- | ------- | ------- | ------- |
| 1       | 2       | 3       | 4       | 5       | 6       | 7       | 8       | 9       | 10      |
| PRO     | AME     | PRO     | GUA     | GUA     | AME     | GUA     | GUA     | GUA     | AME     |

Clubes que ficaram na última posição ao final de cada rodada:
| Rodadas | Rodadas | Rodadas | Rodadas     | Rodadas     | Rodadas     | Rodadas     | Rodadas     | Rodadas     | Rodadas     |
| ------- | ------- | ------- | ----------- | ----------- | ----------- | ----------- | ----------- | ----------- | ----------- |
| 1       | 2       | 3       | 4           | 5           | 6           | 7           | 8           | 9           | 10          |
| GUA     | GUA     | CAN     | FORÇA JOVEM | FORÇA JOVEM | FORÇA JOVEM | FORÇA JOVEM | FORÇA JOVEM | FORÇA JOVEM | FORÇA JOVEM |

#### Resultados
| 2 de outubro de 2021 | Canindé         | 1 – 1      | América de Propriá | Canindé de São Francisco                                   |  |
| 15:00                | Breno Silva 60' | Súmula FSF | 11' Francisco Neto | Estádio: André Avelino Árbitro: Diego Messias Silva Santos |  |

| 6 de outubro de 2021 | Propriá | 3 – 0 W.O. | Guarany-SE | Frei Paulo     |  |
| 15:00                |         |            |            | Estádio: Titão |  |

| 9 de outubro de 2021 | América de Propriá | 4 – 0 | Propriá | Propriá                 |  |
| 15:00                |                    |       |         | Estádio: Durval Feitosa |  |

| 9 de outubro de 2021 | Força Jovem | 3 – 0 | Canindé | Aquidabã         |  |
| 15:00                |             |       |         | Estádio: Manecão |  |

| 12 de outubro de 2021 | Propriá | 1 – 0 | Força Jovem | Frei Paulo     |  |
| 15:00                 |         |       |             | Estádio: Titão |  |

| 12 de outubro de 2021 | Guarany-SE | 3 – 1 | América de Propriá | Porto da Folha        |  |
| 15:00                 |            |       |                    | Estádio: Caio Feitosa |  |

| 16 de outubro de 2021 | Força Jovem | 0 – 3 | Guarany-SE | Aquidabã         |  |
| 15:00                 |             |       |            | Estádio: Manecão |  |

| 16 de outubro de 2021 | Canindé | 1 – 0 | Propriá | Canindé de São Francisco |  |
| 15:00                 |         |       |         | Estádio: André Avelino   |  |

| 23 de outubro de 2021 | América de Propriá | 1 – 0 | Força Jovem | Propriá                 |  |
| 15:00                 |                    |       |             | Estádio: Durval Feitosa |  |

| 23 de outubro de 2021 | Guarany-SE | 2 – 1 | Canindé | Porto da Folha        |  |
| 15:00                 |            |       |         | Estádio: Caio Feitosa |  |

| 27 de outubro de 2021 | Força Jovem | 1 – 4 | América de Propriá | Aquidabã         |  |
| 15:00                 |             |       |                    | Estádio: Manecão |  |

| 27 de outubro de 2021 | Canindé | 1 – 1 | Guarany-SE | Canindé de São Francisco |  |
| 15:00                 |         |       |            | Estádio: André Avelino   |  |

| 30 de outubro de 2021 | Guarany-SE | 2 – 0 | Força Jovem | Porto da Folha        |  |
| 15:00                 |            |       |             | Estádio: Caio Feitosa |  |

| 30 de outubro de 2021 | Propriá | 1 – 2 | Canindé | Frei Paulo     |  |
| 15:00                 |         |       |         | Estádio: Titão |  |

| 2 de novembro de 2021 | Força Jovem | 1 – 1 | Propriá | Aquidabã         |  |
| 15:00                 |             |       |         | Estádio: Manecão |  |

| 2 de novembro de 2021 | América de Propriá | 1 – 0 | Guarany-SE | Propriá                 |  |
| 15:00                 |                    |       |            | Estádio: Durval Feitosa |  |

| 6 de novembro de 2021 | Canindé | 1 – 2 | Força Jovem | Canindé de São Francisco |  |
| 15:00                 |         |       |             | Estádio: André Avelino   |  |

| 6 de novembro de 2021 | Propriá | 1 – 2 | América de Propriá | Frei Paulo     |  |
| 15:00                 |         |       |                    | Estádio: Titão |  |

| 10 de novembro de 2021 | América de Propriá | 3 – 0 W.O. | Canindé | Propriá                 |  |
| 15:00                  |                    |            |         | Estádio: Durval Feitosa |  |

| 10 de novembro de 2021 | Guarany-SE | 0 – 0 | Propriá | Porto da Folha        |  |
| 15:00                  |            |       |         | Estádio: Caio Feitosa |  |

### Grupo B
| Pos | Times                   | Pts | J | V | E | D | GP | GC | SG  | %  |
| --- | ----------------------- | --- | - | - | - | - | -- | -- | --- | -- |
| 1   | Rosário Central         | 16  | 8 | 5 | 1 | 2 | 19 | 9  | +10 | 62 |
| 2   | Estanciano              | 15  | 8 | 4 | 3 | 1 | 21 | 7  | +14 | 71 |
| 3   | Aracaju                 | 9   | 8 | 2 | 3 | 3 | 9  | 17 | –8  | 37 |
| 4   | Santa Cruz de Riachuelo | 8   | 8 | 1 | 5 | 2 | 11 | 16 | –5  | 33 |
| 5   | Socorrense              | 5   | 8 | 1 | 2 | 5 | 10 | 21 | –11 | 19 |

|                 | ARA | EST | RCT | STC | SOC        |
| --------------- | --- | --- | --- | --- | ---------- |
| Aracaju         | —   | 0–0 | 2–0 | 3–3 | 0–3 (W.O.) |
| Estanciano      | 6–0 | —   | 3–1 | 0–0 | 5–2        |
| Rosário Central | 3–3 | 2–0 | —   | 5–0 | 4–0        |
| Santa Cruz      | 2–0 | 2–2 | 0–2 | —   | 3–3        |
| Socorrense      | 0–1 | 0–5 | 1–2 | 1–1 | —          |

|  |                     |  |        |  |                      |
|  | Vitória do Mandante |  | Empate |  | Vitória do Visitante |

Rodadas na liderança e Lanterna
Em negrito, os clubes que mais permaneceram na liderança.
| Rodadas | Rodadas | Rodadas | Rodadas    | Rodadas    | Rodadas    | Rodadas    | Rodadas    | Rodadas    | Rodadas |
| ------- | ------- | ------- | ---------- | ---------- | ---------- | ---------- | ---------- | ---------- | ------- |
| 1       | 2       | 3       | 4          | 5          | 6          | 7          | 8          | 9          | 10      |
| EST     | EST     | RCT     | ESTANCIANO | ESTANCIANO | ESTANCIANO | ESTANCIANO | ESTANCIANO | ESTANCIANO | RCT     |

Clubes que ficaram na última posição ao final de cada rodada:
| Rodadas | Rodadas    | Rodadas    | Rodadas    | Rodadas    | Rodadas    | Rodadas    | Rodadas    | Rodadas    | Rodadas    |
| ------- | ---------- | ---------- | ---------- | ---------- | ---------- | ---------- | ---------- | ---------- | ---------- |
| 1       | 2          | 3          | 4          | 5          | 6          | 7          | 8          | 9          | 10         |
| RCT     | SOCORRENSE | SOCORRENSE | SOCORRENSE | SOCORRENSE | SOCORRENSE | SOCORRENSE | SOCORRENSE | SOCORRENSE | SOCORRENSE |

#### Resultados
| 2 de outubro de 2021 | Estanciano                                               | 3 – 1      | Rosário Central   | Estância                                 |  |
| 15:00                | Kaique Carlos 9' · Kaique Carlos 36' · Inzaghi Silva 80' | Súmula FSF | 70' Carlos Daniel | Estádio: Francão Árbitro: Diego da Silva |  |

| 2 de outubro de 2021 | Socorrense         | 1 – 1      | Santa Cruz de Riachuelo | Aracaju                                                             |  |
| 15:00                | Lucas Demetrio 71' | Súmula FSF | 81' Arthur Saldanha     | Estádio: Adolfo Rollemberg Árbitro: Michael Vinicius Santos Freitas |  |

| 9 de outubro de 2021 | Rosário Central | 4 – 0 | Socorrense | Rosário do Catete |  |
| 15:00                |                 |       |            | Estádio: Rezendão |  |

| 9 de outubro de 2021 | Aracaju | 0 – 0 | Estanciano | Aracaju                    |  |
| 15:00                |         |       |            | Estádio: Adolfo Rollemberg |  |

| 12 de outubro de 2021 | Socorrense | 0 – 1 | Aracaju | Aracaju                    |  |
| 15:00                 |            |       |         | Estádio: Adolfo Rollemberg |  |

| 12 de outubro de 2021 | Santa Cruz de Riachuelo | 0 – 2 | Rosário Central | Rosário do Catete |  |
| 15:00                 |                         |       |                 | Estádio: Rezendão |  |

| 16 de outubro de 2021 | Aracaju | 3 – 3 | Santa Cruz de Riachuelo | Aracaju                    |  |
| 15:00                 |         |       |                         | Estádio: Adolfo Rollemberg |  |

| 16 de outubro de 2021 | Estanciano | 5 – 2 | Socorrense | Estância         |  |
| 15:00                 |            |       |            | Estádio: Francão |  |

| 23 de outubro de 2021 | Santa Cruz de Riachuelo | 2 – 2 | Estanciano | Malhador             |  |
| 15:00                 |                         |       |            | Estádio: Floro Alves |  |

| 23 de outubro de 2021 | Rosário Central | 3 – 3 | Aracaju | Rosário do Catete |  |
| 15:00                 |                 |       |         | Estádio: Rezendão |  |

| 27 de outubro de 2021 | Estanciano | 0 – 0 | Santa Cruz de Riachuelo | Estância         |  |
| 15:00                 |            |       |                         | Estádio: Francão |  |

| 27 de outubro de 2021 | Aracaju | 2 – 0 | Rosário Central | Aracaju                    |  |
| 15:00                 |         |       |                 | Estádio: Adolfo Rollemberg |  |

| 30 de outubro de 2021 | Santa Cruz de Riachuelo | 2 – 0 | Aracaju | Malhador             |  |
| 15:00                 |                         |       |         | Estádio: Floro Alves |  |

| 30 de outubro de 2021 | Socorrense | 0 – 5 | Estanciano | Aracaju                    |  |
| 15:00                 |            |       |            | Estádio: Adolfo Rollemberg |  |

| 2 de novembro de 2021 | Aracaju | 0 – 3 W.O. | Socorrense | Aracaju                    |  |
| 15:00                 |         |            |            | Estádio: Adolfo Rollemberg |  |

| 2 de novembro de 2021 | Rosário Central | 5 – 0 | Santa Cruz de Riachuelo | Malhador             |  |
| 15:00                 |                 |       |                         | Estádio: Floro Alves |  |

| 7 de novembro de 2021 | Socorrense | 1 – 2 | Rosário Central | Aracaju                    |  |
| 15:00                 |            |       |                 | Estádio: Adolfo Rollemberg |  |

| 7 de novembro de 2021 | Estanciano | 6 – 0 | Aracaju | Estância         |  |
| 15:00                 |            |       |         | Estádio: Francão |  |

| 10 de novembro de 2021 | Rosário Central | 2 – 0 | Estanciano | Rosário do Catete |  |
| 15:00                  |                 |       |            | Estádio: Rezendão |  |

| 10 de novembro de 2021 | Santa Cruz de Riachuelo | 3 – 3 | Socorrense | Malhador             |  |
| 15:00                  |                         |       |            | Estádio: Floro Alves |  |

### Grupo C
| Pos | Times       | Pts | J | V | E | D | GP | GC | SG  | %  |
| --- | ----------- | --- | - | - | - | - | -- | -- | --- | -- |
| 1   | Barra-SE    | 20  | 8 | 6 | 2 | 0 | 19 | 2  | +17 | 83 |
| 2   | Falcon      | 13  | 8 | 3 | 4 | 1 | 12 | 4  | +8  | 54 |
| 3   | Riachão     | 9   | 8 | 2 | 3 | 3 | 6  | 10 | –4  | 37 |
| 4   | Coritiba-SE | 4B  | 8 | 2 | 2 | 4 | 5  | 17 | –12 | 33 |
| 5   | Sport-SE    | 3   | 8 | 0 | 3 | 5 | 6  | 15 | –9  | 12 |

|             | BAR | CTB | FAL | RIA | SPO |
| ----------- | --- | --- | --- | --- | --- |
| Barra-SE    | —   | 3–0 | 0–0 | 3–0 | 5–0 |
| Coritiba-SE | 0–3 | —   | 0–5 | 1–1 | 1–0 |
| Falcon      | 0–1 | 1–1 | —   | 3–0 | 2–1 |
| Riachão     | 0–2 | 3–0 | 0–0 | —   | 0–0 |
| Sport-SE    | 2–2 | 1–2 | 1–1 | 1–2 | —   |

|  |                     |  |        |  |                      |
|  | Vitória do Mandante |  | Empate |  | Vitória do Visitante |

BO Coritiba-SE foi punido pelo TJD-SE com a perda de 3 pontos mais 1 obtido, por exceder o número de atletas amadores permitido por regulamento, no jogo contra o Riachão, em 5 de outubro.
Rodadas na liderança e Lanterna
Em negrito, os clubes que mais permaneceram na liderança.
| Rodadas | Rodadas | Rodadas | Rodadas | Rodadas | Rodadas | Rodadas | Rodadas | Rodadas | Rodadas |
| ------- | ------- | ------- | ------- | ------- | ------- | ------- | ------- | ------- | ------- |
| 1       | 2       | 3       | 4       | 5       | 6       | 7       | 8       | 9       | 10      |
| CTB     | BAR     | CTB     | BARRA   | BARRA   | BARRA   | BARRA   | BARRA   | BARRA   | BARRA   |

Clubes que ficaram na última posição ao final de cada rodada:
| Rodadas | Rodadas | Rodadas | Rodadas | Rodadas | Rodadas | Rodadas | Rodadas | Rodadas | Rodadas |
| ------- | ------- | ------- | ------- | ------- | ------- | ------- | ------- | ------- | ------- |
| 1       | 2       | 3       | 4       | 5       | 6       | 7       | 8       | 9       | 10      |
| FAL     | RIA     | SPORT   | SPORT   | SPORT   | SPORT   | CTB     | SPORT   | SPORT   | SPORT   |

#### Resultados
| 3 de outubro de 2021 | Barra-SE | 0 – 0      | Falcon | Barra dos Coqueiros                                        |  |
| 15:00                |          | Súmula FSF |        | Estádio: João Cruz Árbitro: Fábio Augusto Santos Sá Junior |  |

| 5 de outubro de 2021 | Coritiba-SE | 1 – 1 | Riachão | Frei Paulo     |  |
| 15:00                |             |       |         | Estádio: Titão |  |

| 9 de outubro de 2021 | Falcon | 1 – 1 | Coritiba-SE | Barra dos Coqueiros |  |
| 15:00                |        |       |             | Estádio: João Cruz  |  |

| 10 de outubro de 2021 | Sport-SE | 2 – 2 | Barra-SE | Aracaju                    |  |
| 15:00                 |          |       |          | Estádio: Adolfo Rollemberg |  |

| 13 de outubro de 2021 | Coritiba-SE | 1 – 0 | Sport-SE | Itabaiana          |  |
| 15:00                 |             |       |          | Estádio: Mendonção |  |

| 13 de outubro de 2021 | Riachão | 0 – 0 | Falcon | Riachão do Dantas     |  |
| 15:00                 |         |       |        | Estádio: Roberto Góis |  |

| 17 de outubro de 2021 | Sport-SE | 1 – 2 | Riachão | Aracaju                    |  |
| 15:00                 |          |       |         | Estádio: Adolfo Rollemberg |  |

| 17 de outubro de 2021 | Barra-SE | 3 – 0 | Coritiba-SE | Barra dos Coqueiros |  |
| 15:00                 |          |       |             | Estádio: João Cruz  |  |

| 23 de outubro de 2021 | Riachão | 0 – 2 | Barra-SE | Riachão do Dantas     |  |
| 15:00                 |         |       |          | Estádio: Roberto Góis |  |

| 23 de outubro de 2021 | Falcon | 2 – 1 | Sport-SE | Barra dos Coqueiros |  |
| 15:00                 |        |       |          | Estádio: João Cruz  |  |

| 28 de outubro de 2021 | Barra-SE | 3 – 0 | Riachão | Barra dos Coqueiros |  |
| 15:00                 |          |       |         | Estádio: João Cruz  |  |

| 28 de outubro de 2021 | Sport-SE | 1 – 1 | Falcon | Aracaju                    |  |
| 15:00                 |          |       |        | Estádio: Adolfo Rollemberg |  |

| 31 de outubro de 2021 | Riachão | 0 – 0 | Sport-SE | Riachão do Dantas     |  |
| 15:00                 |         |       |          | Estádio: Roberto Góis |  |

| 31 de outubro de 2021 | Coritiba-SE | 0 – 3 | Barra-SE | Itabaiana          |  |
| 15:00                 |             |       |          | Estádio: Mendonção |  |

| 3 de novembro de 2021 | Sport-SE | 1 – 2 | Coritiba-SE | Aracaju                    |  |
| 15:00                 |          |       |             | Estádio: Adolfo Rollemberg |  |

| 3 de novembro de 2021 | Falcon | 3 – 0 | Riachão | Barra dos Coqueiros |  |
| 15:00                 |        |       |         | Estádio: João Cruz  |  |

| 7 de novembro de 2021 | Coritiba-SE | 0 – 5 | Falcon | Itabaiana          |  |
| 15:00                 |             |       |        | Estádio: Mendonção |  |

| 7 de novembro de 2021 | Barra-SE | 5 – 0 | Sport-SE | Barra dos Coqueiros |  |
| 15:00                 |          |       |          | Estádio: João Cruz  |  |

| 11 de novembro de 2021 | Falcon | 0 – 1 | Barra-SE | Barra dos Coqueiros |  |
| 15:00                  |        |       |          | Estádio: João Cruz  |  |

| 11 de novembro de 2021 | Riachão | 3 – 0 | Coritiba-SE | Riachão do Dantas     |  |
| 15:00                  |         |       |             | Estádio: Roberto Góis |  |

### Grupo D
| Pos | Times           | Pts | J  | V | E | D | GP | GC | SG  | %  |
| --- | --------------- | --- | -- | - | - | - | -- | -- | --- | -- |
| 1   | Independente-SE | 18  | 10 | 5 | 3 | 2 | 19 | 17 | +2  | 60 |
| 2   | Olímpico        | 17C | 10 | 6 | 3 | 1 | 23 | 9  | +14 | 70 |
| 3   | Boquinhense     | 16  | 10 | 5 | 1 | 4 | 16 | 11 | +5  | 53 |
| 4   | Sete de Junho   | 12D | 10 | 4 | 3 | 3 | 23 | 10 | +13 | 50 |
| 5   | Amadense        | 8   | 10 | 2 | 2 | 6 | 12 | 28 | –16 | 27 |
| 6   | Botafogo-SE     | 5   | 10 | 1 | 2 | 7 | 7  | 25 | –18 | 17 |

|                 | AMA | BOQ | BOT | IND | OLÍ | SJU |
| --------------- | --- | --- | --- | --- | --- | --- |
| Amadense        | —   | 1–1 | 1–2 | 2–3 | 1–1 | 1–5 |
| Boquinhense     | 5–1 | —   | 1–0 | 3–0 | 1–2 | 0–2 |
| Botafogo-SE     | 1–3 | 1–2 | —   | 1–3 | 1–6 | 0–0 |
| Independente-SE | 5–1 | 1–0 | 0–0 | —   | 4–1 | 2–2 |
| Olímpico        | 5–0 | 2–0 | 4–1 | 0–0 | —   | 1–1 |
| Sete de Junho   | 0–1 | 1–3 | 5–0 | 7–1 | 0–1 | —   |

|  |                     |  |        |  |                      |
|  | Vitória do Mandante |  | Empate |  | Vitória do Visitante |

CO Olímpico foi punido pelo TJD-SE com a perda de 3 pontos mais 1 obtido, por exceder o número de atletas amadores permitido por regulamento, no jogo contra o Amadense, em 2 de outubro.
DO Sete de Junho foi punido pelo TJD-SE com a perda de 3 pontos, por escalação irregular, no jogo contra o Amadense, em 22 de outubro.
Rodadas na liderança e Lanterna
Em negrito, os clubes que mais permaneceram na liderança.
| Rodadas | Rodadas | Rodadas | Rodadas | Rodadas | Rodadas | Rodadas      | Rodadas      | Rodadas      | Rodadas      |
| ------- | ------- | ------- | ------- | ------- | ------- | ------------ | ------------ | ------------ | ------------ |
| 1       | 2       | 3       | 4       | 5       | 6       | 7            | 8            | 9            | 10           |
| SJU     | SJU     | OLÍ     | SJU     | OLÍ     | OLÍ     | INDEPENDENTE | INDEPENDENTE | INDEPENDENTE | INDEPENDENTE |

Clubes que ficaram na última posição ao final de cada rodada:
| Rodadas | Rodadas | Rodadas  | Rodadas  | Rodadas  | Rodadas  | Rodadas  | Rodadas  | Rodadas  | Rodadas  |
| ------- | ------- | -------- | -------- | -------- | -------- | -------- | -------- | -------- | -------- |
| 1       | 2       | 3        | 4        | 5        | 6        | 7        | 8        | 9        | 10       |
| BOQ     | BOQ     | BOTAFOGO | BOTAFOGO | BOTAFOGO | BOTAFOGO | BOTAFOGO | BOTAFOGO | BOTAFOGO | BOTAFOGO |

#### Resultados
| 2 de outubro de 2021 | Amadense        | 1 – 1      | Olímpico              | Tobias Barreto                                  |  |
| 15:00                | Mateus Lima 18' | Súmula FSF | 72' Cristian Vinicius | Estádio: Brejeirão Árbitro: Michel Lima Tavares |  |

| 2 de outubro de 2021 | Boquinhense | 0 – 2      | Sete de Junho                           | Pedrinhas                                                    |  |
| 15:00                |             | Súmula FSF | 51' Alisson Santos · 62' Alisson Santos | Estádio: Robertão Árbitro: Jackson Ribeiro de Souza Sobrinho |  |

| 5 de outubro de 2021 | Independente-SE | 0 – 0 | Botafogo-SE | Simão Dias             |  |
| 15:00                |                 |       |             | Estádio: Albano Franco |  |

| 8 de outubro de 2021 | Botafogo-SE | 1 – 3 | Amadense | Cristinápolis     |  |
| 15:00                |             |       |          | Estádio: Geraldão |  |

| 10 de outubro de 2021 | Olímpico | 2 – 0 | Boquinhense | Itabaianinha    |  |
| 15:00                 |          |       |             | Estádio: Souzão |  |

| 10 de outubro de 2021 | Sete de Junho | 7 – 1 | Independente-SE | Pedrinhas         |  |
| 15:00                 |               |       |                 | Estádio: Robertão |  |

| 13 de outubro de 2021 | Boquinhense | 1 – 0 | Botafogo-SE | Estância         |  |
| 15:00                 |             |       |             | Estádio: Francão |  |

| 13 de outubro de 2021 | Sete de Junho | 0 – 1 | Olímpico | Pedrinhas         |  |
| 15:00                 |               |       |          | Estádio: Robertão |  |

| 13 de outubro de 2021 | Amadense | 2 – 3 | Independente-SE | Cristinápolis     |  |
| 15:00                 |          |       |                 | Estádio: Geraldão |  |

| 17 de outubro de 2021 | Botafogo-SE | 0 – 0 | Sete de Junho | Cristinápolis     |  |
| 15:00                 |             |       |               | Estádio: Geraldão |  |

| 17 de outubro de 2021 | Independente-SE | 4 – 1 | Olímpico | Simão Dias             |  |
| 15:00                 |                 |       |          | Estádio: Albano Franco |  |

| 18 de outubro de 2021 | Amadense | 1 – 1 | Boquinhense | Cristinápolis     |  |
| 15:00                 |          |       |             | Estádio: Geraldão |  |

| 22 de outubro de 2021 | Sete de Junho | 0 – 1 | Amadense | Pedrinhas         |  |
| 15:00                 |               |       |          | Estádio: Robertão |  |

| 23 de outubro de 2021 | Boquinhense | 3 – 0 | Independente-SE | Boquim            |  |
| 15:00                 |             |       |                 | Estádio: Tindadão |  |

| 24 de outubro de 2021 | Olímpico | 4 – 1 | Botafogo-SE | Itabaianinha    |  |
| 15:00                 |          |       |             | Estádio: Souzão |  |

| 27 de outubro de 2021 | Botafogo-SE | 1 – 6 | Olímpico | Cristinápolis     |  |
| 15:00                 |             |       |          | Estádio: Geraldão |  |

| 28 de outubro de 2021 | Amadense | 1 – 5 | Sete de Junho | Cristinápolis     |  |
| 15:00                 |          |       |               | Estádio: Geraldão |  |

| 28 de outubro de 2021 | Independente-SE | 1 – 0 | Boquinhense | Simão Dias             |  |
| 15:00                 |                 |       |             | Estádio: Albano Franco |  |

| 31 de outubro de 2021 | Sete de Junho | 5 – 0 | Botafogo-SE | Pedrinhas         |  |
| 15:00                 |               |       |             | Estádio: Robertão |  |

| 31 de outubro de 2021 | Boquinhense | 5 – 1 | Amadense | Boquim            |  |
| 15:00                 |             |       |          | Estádio: Tindadão |  |

| 31 de outubro de 2021 | Olímpico | 0 – 0 | Independente-SE | Itabaianinha    |  |
| 15:00                 |          |       |                 | Estádio: Souzão |  |

| 3 de novembro de 2021 | Olímpico | 1 – 1 | Sete de Junho | Itabaianinha    |  |
| 15:00                 |          |       |               | Estádio: Souzão |  |

| 3 de novembro de 2021 | Independente-SE | 5 – 1 | Amadense | Simão Dias             |  |
| 15:00                 |                 |       |          | Estádio: Albano Franco |  |

| 4 de novembro de 2021 | Botafogo-SE | 1 – 2 | Boquinhense | Cristinápolis     |  |
| 15:00                 |             |       |             | Estádio: Geraldão |  |

| 7 de novembro de 2021 | Boquinhense | 1 – 2 | Olímpico | Boquim            |  |
| 15:00                 |             |       |          | Estádio: Tindadão |  |

| 7 de novembro de 2021 | Independente-SE | 2 – 2 | Sete de Junho | Simão Dias             |  |
| 15:00                 |                 |       |               | Estádio: Albano Franco |  |

| 8 de novembro de 2021 | Amadense | 1 – 2 | Botafogo-SE | Cristinápolis     |  |
| 15:00                 |          |       |             | Estádio: Geraldão |  |

| 11 de novembro de 2021 | Olímpico | 5 – 0 | Amadense | Itabaianinha    |  |
| 15:00                  |          |       |          | Estádio: Souzão |  |

| 11 de novembro de 2021 | Sete de Junho | 1 – 3 | Boquinhense | Pedrinhas         |  |
| 15:00                  |               |       |             | Estádio: Robertão |  |

| 11 de novembro de 2021 | Botafogo-SE | 1 – 3 | Independente-SE | Cristinápolis     |  |
| 15:00                  |             |       |                 | Estádio: Geraldão |  |

## Segunda fase

### Quartas de final
As Quartas de final foram disputadas pelas 8 equipes classificadas com os confrontos definidos em sorteio no dia 11 de novembro. Foram partidas eliminatórias de ida e volta entre os dias 14 e 17 de novembro. Em caso de empate no placar agregado, a vaga seria do melhor classificado na Primeira Fase.
Em itálico, as equipes que possuem o mando de campo no primeiro jogo confronto e em negrito as equipes classificadas.
| Equipe 1   | Total | Equipe 2           | 1.º jogo | 2.º jogo |
| ---------- | ----- | ------------------ | -------- | -------- |
| Estanciano | 0–6   | América de Propriá | 0–3      | 0–3      |
| Falcon     | 4–0   | Rosário Central    | 1–0      | 3–0      |
| Olímpico   | 0–2   | Barra-SE           | 0–1      | 0–1      |
| Guarany-SE | 5–1   | Independente-SE    | 1–1      | 4–0      |

### Semifinais
As Semifinais foram disputadas pelas 4 equipes classificadas nas quartas de final com os confrontos definidos em sorteio no dia 18 de novembro. Foram partidas eliminatórias de ida e volta entre os dias 20 e 27 de novembro. Em caso de empate no placar agregado, a vaga seria definida na disputa de pênaltis.
Em itálico, as equipes que possuem o mando de campo no primeiro jogo confronto e em negrito as equipes classificadas.
| Equipe 1           | Total       | Equipe 2   | 1.º jogo | 2.º jogo |
| ------------------ | ----------- | ---------- | -------- | -------- |
| Falcon             | 0–0 (5–4 p) | Barra-SE   | 0–0      | 0–0      |
| América de Propriá | 3–1         | Guarany-SE | 2–0      | 1–1      |

### Final
As duas equipes vencedoras das semifinais se enfrentam em jogo único na Arena Batistão. Em caso de empate após o tempo regulamentar, o desempate para indicação do clube vencedor será através de cobrança de pênaltis.
| Equipe 1 | Resultado | Equipe 2           |
| -------- | --------- | ------------------ |
| Falcon   | 2–0       | América de Propriá |

## Premiação
| Campeonato Sergipano de 2021 Série A2 |
| ------------------------------------- |
| Falcon Campeão (1º título)            |

## Classificação Geral
NOTAS
- AO América de Propriá foi punido pelo TJD-SE com a perda de 3 pontos mais 1 obtido, por exceder o número de atletas amadores permitido por regulamento, no jogo contra o Canindé, em 2 de outubro.[7]
- BO Coritiba-SE foi punido pelo TJD-SE com a perda de 3 pontos mais 1 obtido, por exceder o número de atletas amadores permitido por regulamento, no jogo contra o Riachão, em 5 de outubro.[7]
- CO Olímpico foi punido pelo TJD-SE com a perda de 3 pontos mais 1 obtido, por exceder o número de atletas amadores permitido por regulamento, no jogo contra o Amadense, em 2 de outubro.[7]
- DO Sete de Junho foi punido pelo TJD-SE com a perda de 3 pontos, por escalação irregular, no jogo contra o Amadense, em 22 de outubro.[8]